# Lype daurica
Lype daurica är en nattsländeart som beskrevs av Ivanov, Levanidova in Arefina, Ivanov och Levanidova 1996. Lype daurica ingår i släktet Lype och familjen tunnelnattsländor. Inga underarter finns listade i Catalogue of Life.